# Boreoheptagyia rugosa
Boreoheptagyia rugosa är en tvåvingeart som först beskrevs av Saunders 1930.  Boreoheptagyia rugosa ingår i släktet Boreoheptagyia och familjen fjädermyggor. Inga underarter finns listade i Catalogue of Life.